# رومئو اکبر والتر
رومئو اکبر والتر (به هندی: Romeo Akbar Walter) فیلمی محصول سال ۲۰۱۹ و به کارگردانی رابی گراول است. در این فیلم بازیگرانی همچون جان آبراهام، مونی روی، جکی شروف، سکندر کر، سوچیترا کریشنامورتی، راغوبیر یاداو ایفای نقش کرده‌اند.

## بازیگران
- جان آبراهام در نقش رحمت‌الله علی با نام مستعار رومئو، اکبر ملک، والتر خان
- مونی روی در نقش پارول
- جکی شروف
- سوچیترا کریشنامورتی
- راغوبیر یاداو